# Làng Lâm Xuân
Làng Lâm Xuân (ngày trước thuộc đất Địa Lý, Minh Linh, nay thuộc xã Cửa Việt, tỉnh Quảng Trị, cũ: Xã Gio Mai huyện Gio Linh tỉnh Quảng Trị) là một làng cổ ở Quảng Trị, được "Ô Châu cận lục", "Phủ biên tạp lục" đề cập đến là nổi tiếng với nghề dệt chiếu. Làng được hình thành từ khoảng năm 1558, khi Nguyễn Hoàng tránh nạn Trịnh Kiểm. Trong chiến tranh Việt Nam, Lâm Xuân từng là một chiến trường ác liệt.

## Vị trí địa lý
Làng Lâm Xuân: Phía Bắc giáp thôn Nhĩ Hạ, xã Gio Thành, phía tây bắc giáp thôn Tân Minh, xã Gio Thành. Phía đông giáp thôn Hoàng Hà, xã Gio Việt, Phía nam giáp thôn Mai Xá, xã Gio Mai. Phía tây là vùng cát giáp xã Gio Quang.

## Lịch sử
Trong chiến tranh Việt Nam, nơi đây từng là chiến trường của nhiều trận đánh ác liệt tại Quảng Trị tiêu biểu là một trận đánh diễn ra vào ngày 29 tháng 3 năm 1968, Sư đoàn 320 (mang biệt hiệu "Sông Dinh") giao tranh với 5 tiểu đoàn của đối phương, có máy bay, trọng pháo và xe tăng yểm trợ. Mặc dù quân số đông hơn nhiều lần nhưng do kỹ thuật tác chiến kém nên sư đoàn 320 bị truy sát, họ phải dùng đến một trung đội để thay chân,tử thủ nhằm kìm hãm bước tiến quân địch. (Sau đó đơn vị này đã được tặng danh hiệu "Đại đội gang thép").
- Những địa danh như: Cồn Chùa, Lòi Đông... chứng kiến rất nhiều trận đánh ác liệt Quân lực Việt Nam Cộng hoà, bên kia là Quân đội Nhân dân Việt Nam.
- Sau hoà bình lập lại, nhiều gia đình đến đây tìm kiếm lính mất tích.

## Kinh tế - Văn hóa
Nền kinh tế chủ yếu ở đây là độc canh cây lúa. Năm 1997, nhờ có thủy lợi từ hồ Trúc Kinh cây lúa nước đã phát triển mạnh, nâng cao đời sống của người dân, do vị trí không thuận lợi cho thương nghiệp nên buôn bán ít phát triển.
Làng Lâm Xuân nổi tiếng Việt Nam với nghề dệt chiếu cói. Với câu ca "Lụa làng Điếu, chiếu Lâm Xuân". 
Người dân ở đây có truyền thống làm chiếu, với đặc thù là một làng nghề, đất chật người đông, từ xa xưa người dân Lâm Xuân đã tìm đến nghề dệt chiếu làm kế mưu sinh nhờ tận dụng những vùng nguyên liệu có sẵn quanh làng. Tuy nhiên hiện nay đã mai một dần do con sông Cánh Hòm đã bị ngăn mặn, khiến cho cây cói - một nguyên liệu quan trọng để làm chiếu không còn cộng với đó là sự xâm nhập ồ ạt của chiếu Trung Quốc, Thái Lan tràn vào thị trường với mẫu mã bắt mắt đã đẩy làng chiếu Lâm Xuân đến nguy cơ biến mất.
Chiếu Lâm Xuân có ưu điểm là nằm mát vào mùa hè, ấm vào mùa đông, không nóng như chiếu nhựa, nilon của Trung Quốc hay Thái Lan. Nguyên liệu chính là cây cói được khai thác từ các cánh đồng cói quanh làng. Nguyên liệu thứ hai là cây đay – dùng để tạo các đường sân của chiếu, được khai thác từ vùng rừng núi miền tây Gio Linh. Khuôn dệt cũng hết sức thô sơ và đơn giản. Chất liệu toàn bằng tre gỗ. Quy trình sản xuất thủ công, tận dụng được mọi thời gian, mọi lứa tuổi trong gia đình tham gia. Ngày trước cả làng có hơn 100 khung dệt, với trên 2/3 số hộ làm nghề, hằng ngày sản xuất ra hơn 300 chiếc chiếu các khổ cung cấp cho cả vùng.
Hiện tại trước cơn lốc thị trưòng và sự cạn kiệt về nguyên liệu nghề chiếu Lâm Xuân không còn phát triển như xưa, trong làng chỉ còn đôi ba hộ theo nghề và chủ yếu là sản xuất tự cung tự cấp chứ không trở thành sản phẩm hàng hóa. Tìm hướng đi thích hợp cho nghề để khôi phục phát triển, củng cố mở rộng sản xuất là một đòi hỏi thiết thực được đặt ra cho chính quyền và nhân dân địa phương trong nền kinh tế hàng hóa hôm nay.
Nghề chiếu của làng Lâm Xuân là một trong các làng nghề nổi tiếng Việt Nam.

## Địa danh nổi tiếng trong làng
- Cồn Chùa:
- Giếng Tô là một giếng cổ, nước giếng vừa ngọt, lại có mùi thơm kỳ lạ.

Giếng được ông Xạ Toại (tên thật: Tạ Văn Toại) một điền chủ có tiếng trong vùng xây dựng.
Thời kỳ chiến tranh và sau này, chỉ một giếng này thôi đã cung cấp đủ nước cho cả người dân xã Gio Mai. Về sau, các hộ gia đình đều có giếng riêng, giếng Tô trở thành dĩ vãng, ít người dùng đến.
- Năm 1992, giáo sư Trần Quốc Vượng đã trực tiếp đến khảo sát nước giếng, ông khuyên người dân nên tu bổ, tái tạo để dùng.
- Năm 2009, giếng Tô đã được tôn tạo, nhưng chủ yếu để làm đẹp, chứ không còn phục vụ dân sinh.
- Năm 2023, giếng Tô được cải tạo, nâng cấp lần thứ hai.

## Dự án Cảng hàng không Quảng Trị
- Dự án khởi công vào 7/2024, trong đó một phần phía Tây của làng Lâm Xuân thuộc khu vực thi công dự án sân bay Quán Ngang, được đền bù giải tỏa. Một phần đất phía Tây của làng nay là Cảng hàng không Quảng Trị.

## Dòng tộc, người nổi tiếng
- Làng Lâm Xuân có 6 họ chính: Họ Tạ, họ Nguyễn Văn, họ Nguyễn Tài, họ Nguyễn Chính, họ Phan, và họ Võ. Sau có nhiều họ khác đến cư ngụ: họ Trần, họ Thân, họ Ngô, họ Lê, họ Hồ...
- Tạ Nghi Lễ - nhà thơ, nhà báo, diễn viên

## Làng ung thư
làng Lâm Xuân có 406 hộ với 1.743 khẩu. Từ năm 2014 đến nay, trong làng có 53 trường hợp mắc bệnh ung thư, trong đó có 47 trường hợp đã qua đời. Điều đáng nói là những trường hợp bị ung thư ở đây đều nằm trong độ tuổi lao động, thậm chí có những trường hợp mắc bệnh ung thư và qua đời khi tuổi còn rất trẻ. ]
Theo Trung tâm Kỹ thuật tiêu chuẩn đo lường chất lượng và Sở Tài nguyên môi trường tỉnh Quảng Trị phân tích chất lượng nước sinh hoạt vào ngày 23.12.2015, nước ở đây không đạt được tiêu chuẩn kỹ thuật quốc gia về chất lượng nước ăn uống.